# Vlad Rusu
Vlad Rusu (sinh ngày 22 tháng 6 năm 1990, ở Constanţa) là một cầu thủ bóng đá người România thi đấu cho Luceafărul Oradea.

## Sự nghiệp câu lạc bộ
Ngày 22 tháng 5 năm 2009 Rusu chơi trận đầu tiên trong màu áo Steaua trước FC Timișoara. Vào tháng 7 năm 2009 anh bị chuyển xuống đội dự bị. Vào tháng 6 năm 2011, Rusu rời Steaua II.